# Tokyo Game Show

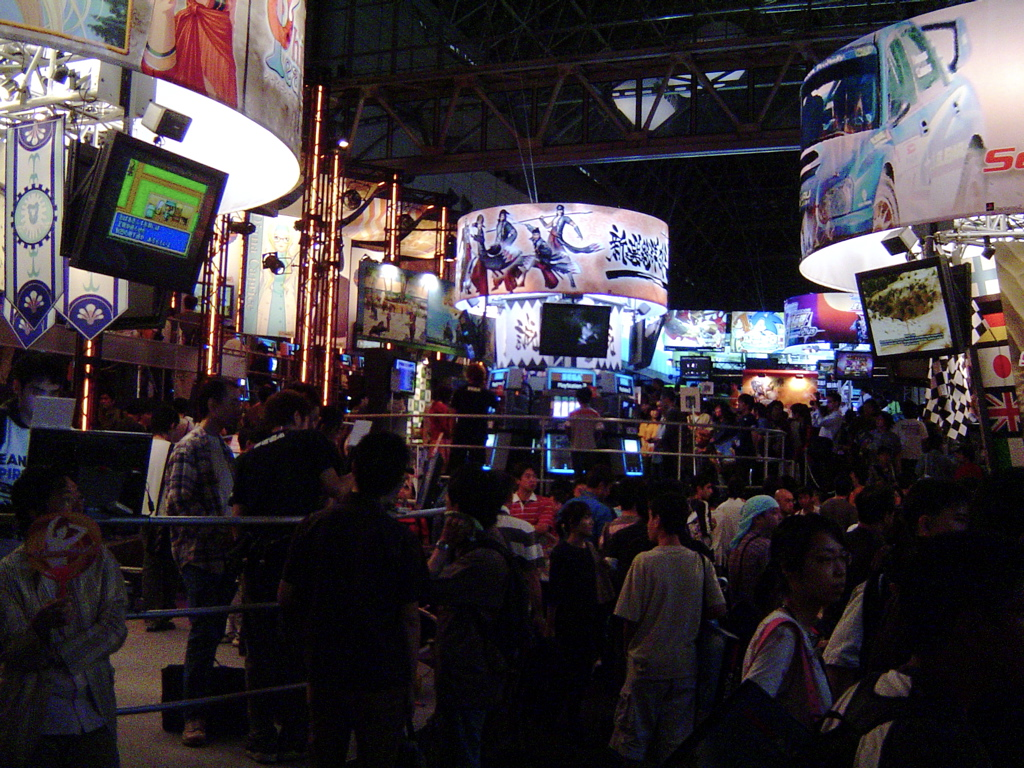
Tokyo Game Show 2004

A Tokyo Game Show (東京ゲームショウ; Tókjó Gémü Só), röviden TGS, egy évente tartott videójáték kiállítás, amit Japánban tartanak Chiba város Makuhari Messe kerületében. Hasonlóan a Lipcsei Games Convention-höz, de ellentétben az E3-al a Tokyo Game Show az utolsó két napon nyitva áll a nagyközönség előtt.
2007-ben, a show szeptember 20-23-ig tartott két üzleti és két nyilvános nappal.
2008-ban október 9. és október 12. között került megrendezésre.

## Történelem
Az első Tokyo Game Show 1996-ban került megrendezésre. Eredetileg évente kettőt tartottak, egyet tavasszal, egyet ősszel. 2002-ben ez a forma megváltozott és attól kezdve csak ősszel zajlik.

## Az események rövid összegzése

### 2004
A Tokyo Game Show 2004 (szeptember 24., 25., 26.) 117 kiállítót foglalt magában 500 számítógéppel és videójátékokkal kapcsolatos eszközzel. Több mint 160000-en látogatták meg.

### 2005
Tokyo Game Show 2005 (szeptember 16-18.)
A Microsoft egy nappal korábban saját konferenciát tartott
A show két vitaindító előadással kezdődött. Az elsőt Robert J. Bach, Home and Entertainment Division(Otthoni és Szórakoztatási részleg) vezető alelnöke és a Microsoft Xbox irodájának vezető tagja tartotta.
Bár a Nintendo hagyományosan nem jelent meg a kiállításon, abban az évben mégis Ivata Szatoru a Nintendo elnöke mondta el a második beszédet, melyben bemutatta a Wii(akkor még Revolution) új típusú játékvezérlőjét.
Voltak rá utalások, hogy a rendezvényen lesznek kipróbálható PlayStation 3-ak, de végül nem így történt. Ekkor mutatták be először a Metal Gear Solid 4: Guns of the Patriots-t videó formájában. Kodzsima Hideo azonban valós idejű képeket is mutatott, amiket egy PS3 devkit-tel játszott le(azaz számítógépen futott).

## Külső hivatkozások
Hivatalos oldalak
- A Tokyo Game Show 2008 hivatalos oldala
- A Tokyo Game Show 2007 hivatalos oldala
- A Tokyo Game Show 2006 hivatalos oldala
- A Tokyo Game Show 2005 hivatalos oldala